# Trinité (christianisme)
Pour les articles homonymes, voir Trinité.

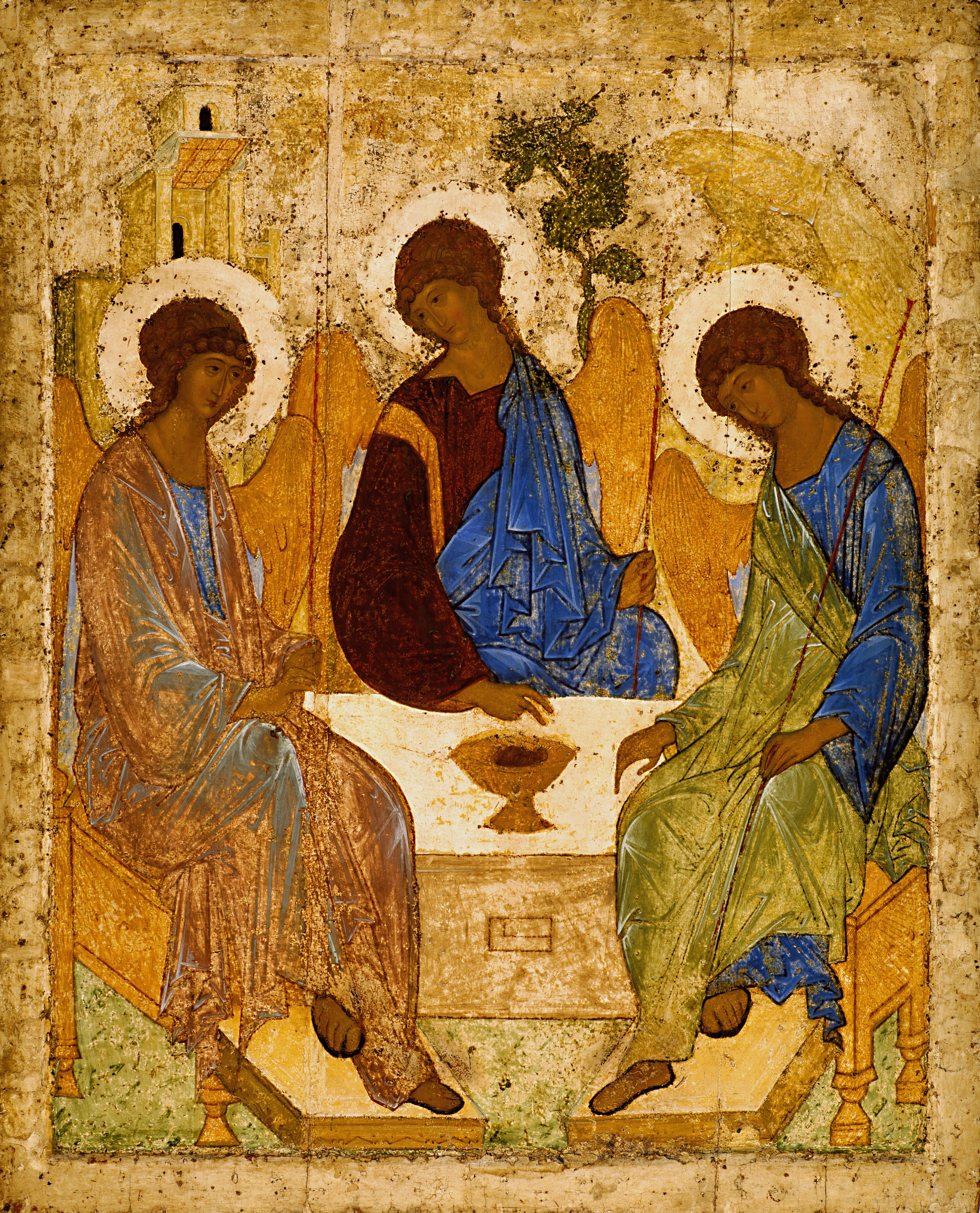
Icône de la Trinité d'Andreï Roublev, v. 1410-1427. Les trois anges apparus à Abraham au Chêne de Mambré (Gn 18) sont considérés par les Pères de l'Église comme une préfiguration de la Trinité.

Dans le christianisme, la Trinité (ou Sainte Trinité) est le Dieu unique en trois personnes distinctes : le Père, le Fils et le Saint-Esprit, égaux, ayant la même substance divine.
La foi en la Trinité est le principe fondateur commun aux principales confessions chrétiennes : catholicisme, orthodoxie et protestantisme. Le fondement de cette doctrine est exprimé dans le symbole du premier concile de Constantinople de 381.
Le concept de « Trinité » ne figure pas explicitement dans le Nouveau Testament, mais les trois personnes y sont nommées et s'y manifestent à plusieurs reprises. Pour la théologie chrétienne, ces trois personnes, ou hypostases, sont le Dieu unique (une essence ou substance unique). Les trois personnes sont interdépendantes, en relation permanente de toute éternité à travers une relation appelée périchorèse.

## Vocabulaire trinitaire
Bien que le mot « Trinité » ne figure pas dans le Nouveau Testament, les trois personnes divines y sont nommées, y agissent et s'y manifestent, notamment dans l'Évangile selon Matthieu et dans la Deuxième épître aux Corinthiens.
Pour la théologie chrétienne, ces trois personnes ou hypostases, qui constituent le Dieu unique sous forme de Trinité, participent d'une unique essence (ousia en grec ancien) divine. La volonté n'est pas liée à la personne, mais à l'essence. Le Père, le Fils et l'Esprit ont donc une unique volonté commune, celle de Dieu. Les trois personnes sont interdépendantes et non pas indépendantes (dans quel cas il s'agirait de trithéisme).
C'est le premier concile de Constantinople qui achève de fixer en 381 les termes du dogme de la Trinité et de la divinité du Fils : engendré, mais non créé par le Père, vrai Dieu né du vrai Dieu, il lui est « consubstantiel ». L'adjectif « consubstantiel », qui ne se trouve pas dans le Nouveau Testament, n'est admis qu'avec réticence par les évêques orientaux.
Tertullien emploie les mots latins substantia, équivalent du grec οὐσία / ousia (« essence », « substance », « être »), et persona, qui signifie « masque d'acteur », « rôle », puis « personne », et correspond au grec πρόσωπον / prosôpon, « visage », d'où « masque », « personnage » et « personne ». Le mot ὑπόστασις / hupostasis, « hypostase », c'est-à-dire « base », « fondement », d'où « matière », « substance », a été employé au concile de Nicée concurremment avec ousia. À la suite de Basile de Césarée s'imposera la formule : « une seule ousia en trois hypostases ».

## Doctrine
L'énoncé du dogme de la Trinité se présente, selon la doctrine chrétienne, comme la conséquence de la façon dont Dieu a révélé son mystère : ayant d'abord révélé au peuple juif son existence et son unicité, ce dont l'Ancien Testament se fait l'écho, il se révèle ensuite comme Père, Fils et Saint-Esprit par l'envoi du Fils et du Saint-Esprit, ce dont le Nouveau Testament se fait l'écho.

### Les deux Testaments
Le Père est « celui qui est éternel » (Eloah/Elohim) (אלהים) ou YHWH (souvent rendu en français par « le Seigneur » ou « l'Éternel »), comme il ressort du passage du Livre de l'Exode où est révélé le Nom divin.
Le judaïsme vénère un Dieu unique sous la forme d'une seule et même personne, même si certaines de ses appellations sont au pluriel, comme Adonaï ou Elohim. Il s'agit de ce que les hébraïsants nomment un « pluriel d'excellence ». Les verbes dont « Adonaï » ou « Elohim » est le sujet sont toujours au masculin singulier. La notion de trinité divine ou de « Dieu trine » est absente de la Bible hébraïque.

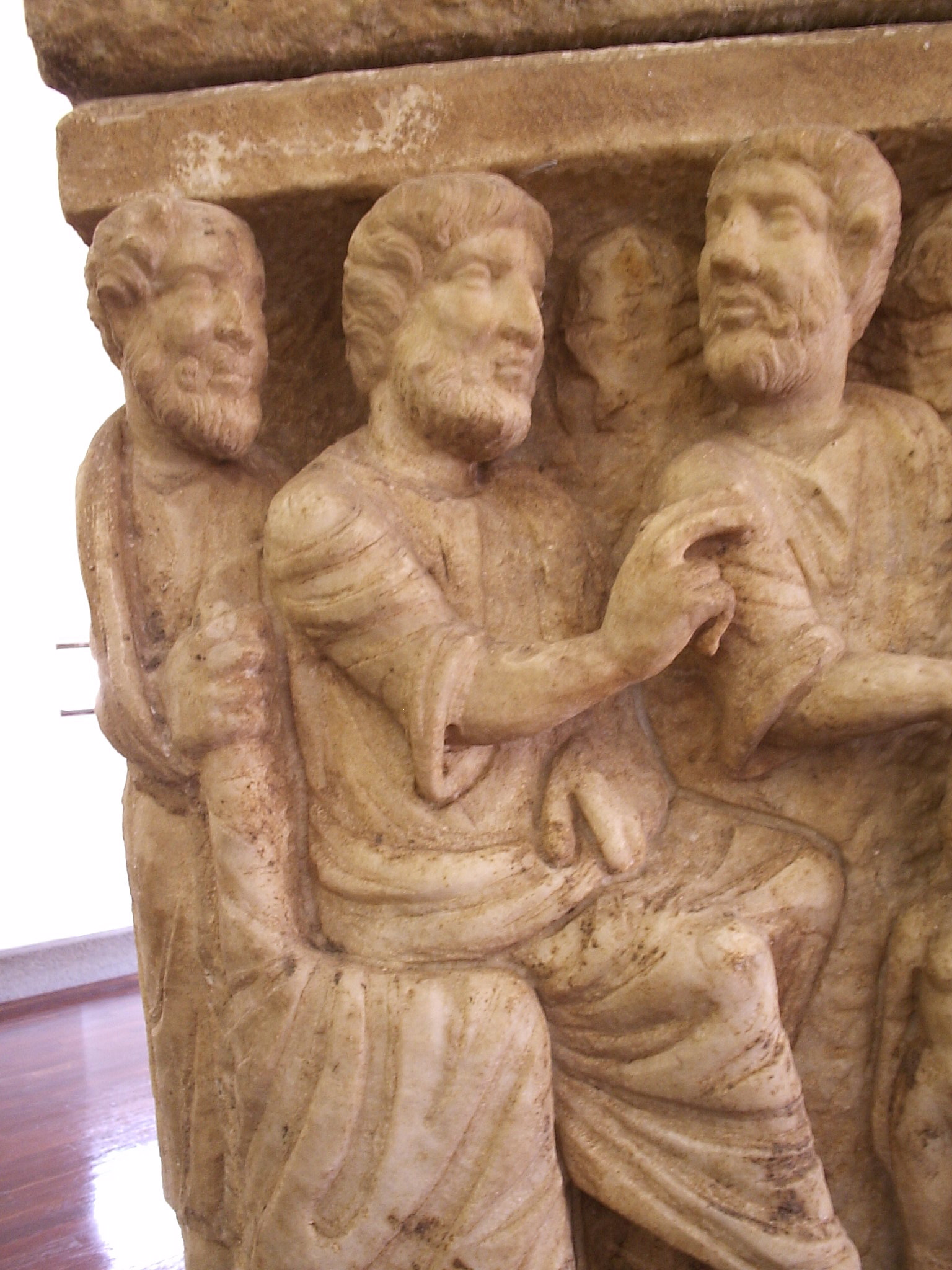
La plus ancienne représentation de la Trinité : le Sarcophage dogmatique (détail), v. 320-350, musées du Vatican, Rome.

Le Nouveau Testament souligne la paternité de Dieu, déjà reconnue dans l'Ancien Testament.
Le Fils, le « Verbe » ou la « Parole » de Dieu (Jésus-Christ), qui était « avec Dieu », est celui par qui le Père a créé le ciel, la terre et toute chose.
Dans les évangiles canoniques, le Saint-Esprit, ou Esprit, est nommé en grec Πνεῦμα / Pneuma, ce qui signifie souffle ; il est aussi appelé (uniquement dans l'Évangile selon Jean) Παράκλητος / Paraclet, ce qui signifie « avocat, intercesseur ». Dans la doctrine chrétienne, il est l'« Esprit de Dieu » ou le « Souffle de Dieu » de l'Ancien Testament, en hébreu רוח אלהים, Rûah Elohim, celui qui a inspiré les prophètes, s'est manifesté à la Pentecôte, et continue d'assister l'Église chrétienne. Il est surtout représenté par des symboles : la colombe, la tempête, le feu.
La doctrine de la Trinité exclut à la fois le trithéisme (trois dieux), le modalisme (Père, Fils et Saint-Esprit ne sont que les modes de présentation du Dieu unique, non pas des personnes distinctes) et les doctrines qui ne reconnaissent pas de caractère divin au Fils ou à l'Esprit Saint (l'ébionisme, l'arianisme, le macédonisme).
La Bible, pour le théologien protestant Louis Berkhof (en) (1873-1957), « ne traite jamais de la doctrine de la Trinité comme d’une vérité abstraite, mais révèle la vie trinitaire dans ses diverses relations comme une réalité vivante, en rapport, en général, avec les œuvres de création et de providence et, en particulier, avec l’œuvre de rédemption. Sa révélation la plus fondamentale est donnée par les faits plutôt que par les mots. Et cette révélation s’éclaire au fur et à mesure que l’œuvre rédemptrice de Dieu est plus clairement révélée, comme l’incarnation du Fils et l’effusion du Saint-Esprit. »

### Sources néotestamentaires

#### Absence de formulation explicite
Le mot Trinité ne figure pas dans le Nouveau Testament, mais les trois personnes divines y sont clairement nommées, y agissent et s'y manifestent. Le Père, le Fils et le Saint-Esprit sont associés dans des passages tels que la bénédiction de la Deuxième épître aux Corinthiens (« La grâce du Seigneur Jésus Christ, l'amour de Dieu et la communion du Saint Esprit soient avec vous tous » ; 13, 13) ou la Grande Mission de l'Évangile selon Matthieu (« Allez donc et faites des disciples de toutes les nations, les baptisant au nom du Père et du Fils et du Saint-Esprit » ; 28, 19), qui posent les fondations de la doctrine trinitaire.
Cependant, le concept d'un Dieu en trois personnes n'est formulé explicitement qu'à la fin du IVe siècle.

#### Révélations implicites

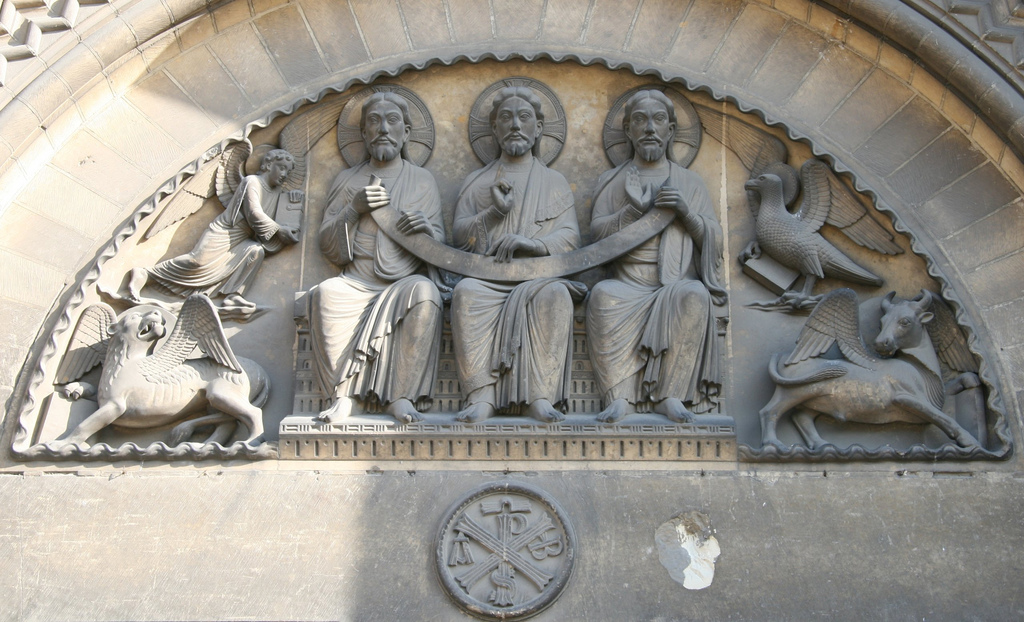
La Trinité et les quatre évangélistes sous leur aspect symbolique : l'homme (Matthieu), le lion (Marc), l'aigle (Jean) et le taureau (Luc).

La première révélation de la Trinité est implicite et privée, au seul profit de Marie, lors de l'Annonciation par la voix de l'ange Gabriel : « Le Saint Esprit viendra sur toi, et la puissance du Très-Haut te couvrira de son ombre. C'est pourquoi l'enfant qui naîtra de toi sera appelé Fils de Dieu. » (Luc 1, 35.)
La deuxième révélation de la Trinité, également implicite, mais publique, a lieu au Jourdain, lors du baptême du Christ : « Et le Saint Esprit descendit sur lui sous une forme corporelle, comme une colombe. Et une voix fit entendre du ciel ces paroles : Tu es mon Fils bien-aimé ; en toi j'ai mis toute mon affection. » (Luc 3, 22.) Elle a Jean-Baptiste, le précurseur, comme principal témoin. « J'ai vu l'Esprit descendre du ciel comme une colombe et s'arrêter sur lui. » (Jean 1, 32.)
Cette révélation de la divinité du Fils est confirmée sur le sommet du mont Hermon, pour le compte des trois disciples déjà présents au Jourdain, Pierre, Jacques et Jean, au moment de la Transfiguration (Matthieu 17, 1-9 ; Marc 9, 2-13 ; Luc 9, 23-36 et II Pierre 1, 16-18).

#### Textes
Le Nouveau Testament est rempli de formules qui affirment, ou supposent, la divinité du Fils, d'une part, et qui d'autre part associent l'Esprit à la vie, à l'intimité et à l'action du Père et du Fils. La mention la plus explicite des personnes divines se trouve dans la finale de l'Évangile selon Matthieu : « Allez, faites de toutes les nations des disciples, les baptisant au nom du Père, du Fils et du Saint-Esprit » (Matthieu 28, 19-20). Cette doxologie trinitaire a fait dire à de nombreux théologiens que la doctrine trinitaire est la juste compréhension de l'implicite biblique.
L'unité du Père et du Fils est soulignée dans plusieurs passages de l'Évangile selon Jean,, notamment en 1:1-3 : « Au commencement était le Verbe, et le Verbe était tourné vers Dieu, et le Verbe était Dieu. Il était au commencement tourné vers Dieu. Tout fut par lui, et rien de ce qui fut, ne fut sans lui. » La Comma johannique est un passage interpolé de l’Évangile de Jean qui a fait couler beaucoup d'encre après la diffusion du nouveau testament grec d’Érasme. En fait, au travers des Évangiles, Jésus parle comme Dieu, disant « je suis » comme Yahvé au Buisson ardent ; il agit comme Dieu, ayant comme lui autorité sur le sabbat et pardonnant les péchés ; il est traité comme Dieu, étant comme lui prié, adoré et invoqué. Enfin, plusieurs fois, le Nouveau Testament dit qu'il est Dieu (Jean 20, 28 ; Tite1, 4 ; Romains 9, 5 ; Hébreux 1, 8 ; II Pierre 1, 1).
À propos de « Moi et le Père, nous sommes un » (Jean 10, 30), Jean Calvin déclare : « Les docteurs anciens ont grandement abusé de ce passage pour prouver que Jésus-Christ est d’une même essence que son Père. Car notre Seigneur Jésus ne dispute point ici de l’unité de la substance, mais de l’accord ou du consentement qu’il a avec son père ».
L'apôtre Paul, dans ses épîtres, dit que Jésus est Seigneur, Κυριος, Kyrios, mot qui désigne Dieu (YHWH) dans la Septante. Paul tire parti du fait que le nom de Dieu est double, seigneur et Dieu pour approprier celui-ci au Père et celui-là au Fils, insérant ainsi le Christ dans l'unité divine biblique : « Il y a un seul Dieu, le Père de qui tout tient l'existence et un seul Seigneur Jésus-Christ par qui tout existe (I Corinthiens 8, 4-6) ». En outre, Paul utilise souvent des formules trinitaires, comme dans la deuxième épître aux Corinthiens (13, 13), qui associent les trois personnes divines : « Que la grâce du Seigneur Jésus-Christ, l'amour de Dieu et la communion du Saint-Esprit soient avec vous tous ! ».

### Exposé de la doctrine
« Je vous donne une seule Divinité et Puissance, existant Une dans les Trois, et contenant les Trois d’une manière distincte. » (Grégoire de Nazianze, Discours, 40, 41.)
« La Trinité est le mystère d'un seul Dieu en trois Personnes, le Père, le Fils et le Saint-Esprit, reconnues comme distinctes dans l'unité d'une seule nature, ou essence, ou substance », mystère qui n'est connu que par révélation, et « même révélé, ne peut pas être pénétré par l'intelligence créée ». Concernant les propositions que comprend la doctrine trinitaire, Marie-Joseph Nicolas précise : « il faudrait en effet pour les concilier entre elles comprendre comment se réalise en Dieu la notion de Père, de Fils, d'Esprit, de relation, de Verbe, d'Amour, de Personne, et même d'être. Nous savons seulement que les réalités créées que nous appelons de ces noms sont des analogies de ce qui est réalisé à l'Infini en Dieu ».

Le Scutum Fidei, bouclier de la foi, symbole traditionnel dans le christianisme occidental.

La doctrine trinitaire se différencie de deux concepts : le trithéisme (trois êtres totalement distincts), contraire au strict monothéisme hébreu dont se réclame le christianisme, et le modalisme (trois modalités apparentes d'un seul être), incompatible avec la réalité du Père, du Fils et de l'Esprit en tant que Personnes distinctes.

## Les cinq premiers siècles

### Période anténicéenne

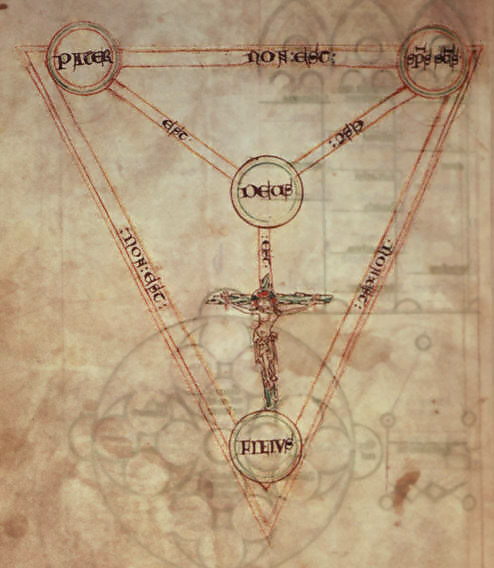
La version la plus ancienne du Scutum Fidei, manuscrit de Pierre de Poitiers, v. 1210.

#### Débuts du christianisme
L'ordre du Christ à ses apôtres : « Allez, de toutes les nations faites des disciples, les baptisant au nom du Père et du Fils et du Saint Esprit » (Matthieu 28, 18-19) a joué un rôle décisif dans l'approfondissement théologique de l'ère patristique. En effet, si d'après les témoignages du Nouveau Testament, le baptême était primitivement donné « par le nom, ou dans le nom ou sur le nom de Jésus », la formule citée par Matthieu devient la seule utilisée au début du second siècle.
Avant 150, les premiers chrétiens ont compris et confessé la foi baptismale en considérant que Dieu réalise ses desseins de salut par le Christ et par L'Esprit Saint qui font accéder au monde du Père. La préexistence du Père est mise en relief, sans mise en doute de l'origine divine de l'Esprit. Puis se manifeste un intérêt croissant pour la divinité du Christ qui soulève en retour la question de la justifier face au monothéisme biblique.
Les débats se concentrent dans un premier temps sur la nature divine du Christ. Les luttes de la Grande Église sont sévères contre les marcionistes et les valentiniens.
Les écrits de Justin, Irénée de Lyon, Clément d'Alexandrie, Tertullien, Origène témoignent des débats qui traversent l'Église des trois premiers siècles. Il en va de même pour la dénonciation successive de différentes « hérésies ». Si le Père, le Fils et l'Esprit Saint sont bien présents dans le Nouveau Testament, la doctrine précise de la Trinité telle qu'elle sera définie au IVe siècle n'est pas encore fixée.

#### Avant le concile de Nicée
Clément de Rome, mort vers la fin du Ier siècle, rappelle aux Corinthiens en 46, 6 que « nous avons un seul Dieu, un seul Christ et un seul Esprit de charité répandu en nous », et en 68, 2 il affirme de Dieu, du Seigneur Jésus-Christ et du Saint Esprit tous les trois vivants qu'ils sont l'objet de la foi et de l'espérance des élus. François Refoulé O P observe que les contenus des lettres aux Ephésiens (14, 1)) et aux Magnésiens (13, 1) d'Ignace d'Antioche (35-110) peuvent se résumer en disant que tout vient de Dieu, Père, Fils et esprit et tout retourne à Dieu. La lettre de l’Église de Smyrne relatant le martyre de Polycarpe (né en 70 et mort entre 165 et 167) rapporte en 14, 3 sa prière à Dieu le Père : « Je te loue, te bénis, te glorifie par (…) Jésus Christ ton enfant bien-aimé, par qui soit la gloire à toi avec lui et l'Esprit Saint ».
Justin de Rome (100-165) et Athénagoras d'Athènes (133-190) se réfèrent à la seconde Lettre du Pseudo-Platon pour penser le Père, le Fils et l'Esprit Saint. Partant de la formulation de cette lettre : « Tout est autour du roi du tout, et tout est pour lui, et toutes les belles choses sont de lui », ils semblent mettre en relation le Père avec le Premier, le Logos avec le Second et l'Esprit avec le troisième.
Une œuvre apocryphe écrite en Asie Mineure vers 160-170, et conservée seulement en version éthiopienne, assimile de façon allégorique trois des cinq pains de la multiplication des pains relatée en Marc 6, 39 au Père souverain de l'Univers, à Jésus Christ [notre sauveur] et au Saint Esprit [paraclet], le deux autres pains l'étant à L'Eglise et à la rémission des péchés.
Théophile d'Antioche introduit vers 180, pour la première fois, le terme grec trias (que l'on traduira plus tard par trinité) pour désigner « Dieu, son Verbe et sa Sagesse (Esprit Saint) » Ses réflexions théologiques marqueront Irénée.
Irénée de Lyon (130-203) regroupe vers 190 sous le terme « gnostiques » les mouvements auxquels il oppose les conceptions de ce qui va devenir la « Grande Église ». Il affirme, dans le prolongement de la formule baptismale de la Didachè : « Nous avons reçu le baptême pour la rémission des péchés au nom de Dieu père et au nom de Jésus-Christ le fils de Dieu incarné et mort et ressuscité, et dans l'Esprit saint de Dieu ». (Démonstration de la prédication apostolique, 3). En outre, Irénée a structuré la règle de foi en distinguant formellement trois articles de foi, le premier consacré au Père créateur, le second au Fils, avec mention de sa mort et de sa résurrection, et enfin le troisième au Saint-Esprit (Contre les hérésies, I, 10, 1).
Tertullien (150-220) présente l'Esprit Saint comme étant le « troisième nom de la divinité », le « troisième par rapport à Dieu le Père et Dieu le Fils » au sein de la Trinitas. Père, Fils et Esprit Saint qui ne sont pas identiques sont unis par un lien particulier, Tertullien les comparant à la racine, la branche et le fruit d'un arbre. La présentation de la Trinité par Tertullien est graduée.
Origène (185-253) met l'accent dans sa théorie du Logos sur la médiation réalisée par celui-ci entre le Dieu unique et le monde multiple. Il distingue l'Esprit Saint du Père et du Fils, parlant pour chacun des trois d'hypostasis (que l'on traduit par "personne'"). En outre, cherchant à préserver l'unité divine des trois Personnes, il insiste très fortement sur le Père, en tant que principe de tous les principes, tendant ainsi à subordonner au Père l'Esprit Saint et le Logos (le Fils), et ouvrant la voie à Arius plus tard. C'est ainsi qu'il compare les trois personnes à trois cercles concentriques, le plus large représentant le Père, l'intermédiaire correspondant au Logos et le plus petit à l'Esprit Saint.
La Grande Église s'engage alors dans une lutte contre le modalisme, théorie de Sabellius faisant des trois personnes divines de simples représentations liées au point de vue humain de l'unique essence divine, et contre le subordinatianisme issu de la théologie du Logos voyant dans le Fils et dans l'Esprit des personnes divines inférieures au Père, et aussi, dans une moindre mesure, contre le trithéisme et le manichéisme.
Dans le prolongement de l'enseignement d'Irénée de Lyon, la tradition d'Hippolyte de Rome, au début du IIIe siècle, comporte un symbole baptismal de type trinitaire, qui semble être en Occident l'ancêtre le plus anciennement attesté de ce qui sera plus tard le Symbole des apôtres. Ce symbole se présente sous la forme de trois questions successives attendant du baptisé un « Je crois », accompagnant la triple immersion baptismale : « Crois-tu en Dieu tout-puissant ? » « Crois-tu au Christ-Jésus, fils de Dieu qui est né de la Vierge Marie, qui a été crucifié sous Ponce Pilate, est mort, qui est monté aux cieux, qui est assis à la droite du Père et qui viendra juger les vivants et les morts ? » « Crois-tu en l'Esprit Saint dans la sainte Église ? ».
À propos du modalisme et du subordinatianisme, des chrétiens de Cyrénaïque écrivent vers 250 à Denys évêque de Rome pour trancher sur un point doctrinal qui les oppose à Denys évêque d'Alexandrie : ils reprochent à ce dernier de tendre vers le subordinatianisme. Denys de Rome répond en condamnant cette thèse, tout en rejetant catégoriquement le trithéisme et le modalisme.
Au début du IVe siècle, le prêtre alexandrin Arius affirma pour sauver le monothéisme que le Fils n'est qu'une simple créature, qui eut un commencement dans le temps, ce qui l'opposa aux partisans de la préexistence du Christ et de sa divinité et ce qui fut à l'origine de la réunion du concile de Nicée.

### Conciles

#### Premier concile de Nicée (325)
Le Ier concile œcuménique (de plus de 300 évêques) se réunit à Nicée en 325 pour statuer au sujet de l'arianisme. Les principales personnalités engagées dans ce débat étaient présentes, dont Arius, Eusèbe de Nicomédie qui lui était favorable, Eusèbe de Césarée, modéré, Alexandre d'Alexandrie (accompagné d'Athanase d'Alexandrie comme secrétaire) qui s'opposait à la thèse arienne, de même que, de façon intransigeante, Eustathe d'Antioche et Marcel d'Ancyre. Une quasi-unanimité se prononça (seuls deux évêques et Arius refusèrent de souscrire) pour condamner les thèses ariennes et rédiger un symbole affirmant que le Fils est Dieu né de Dieu consubstantiel (homoousios) au Père, c'est-à-dire de même nature que lui. Toutefois le credo du Concile se contenta à propos de l'Esprit d'affirmer à son sujet : Je crois "en l'Esprit Saint".

#### Entre le concile de Nicée et celui de Constantinople
Après le concile de Nicée, le débat théologique ne fut pas clos, l'arianisme relevant la tête sous une forme atténuée contestant la divinité de Jésus au nom du monothéisme et s'en prenant tout particulièrement à la divinité de l'Esprit Saint sur laquelle le concile de Nicée ne s'était pas prononcée. Ce courant dit pneumatomaque qui assimilait l'Esprit Saint à une créature fut combattu par les défenseurs de la foi de Nicée concernant Jésus. Le premier fut Athanase (296-373) qui affirma de l'Esprit Saint qu'il est consubstantiel au Père et au Fils, et qui parla pour les trois personnes divines d'un mouvement circulaire au sein de la Trinité. Le synode d'Alexandrie réuni par Athanase en 362 proclama explicitement l'égalité du Saint-Esprit avec le Père et le Fils. Épiphane de Salamine (315-403) affirma en 374 la foi en « L'Esprit Saint qui est Seigneur et donne la vie, qui procède du Père, qui avec le Père et le Fils est coadoré et coglorifié et qui a parlé par les prophètes »,. Basile de Césarée (329-379) place les trois Personnes au même niveau. Grégoire de Nazianze (329-390) approfondit le concept de périchorèse au sein de la trinité, affirmant que la spécificité de l'Esprit Saint réside en ce qu'il procède du Père, conformément à l'enseignement de Jésus (Jean). Enfin, Grégoire de Nysse (335-395) enseigne que les trois personnes sont distinctes, mais de même substance.

#### Premier concile de Constantinople (381) et ses suites

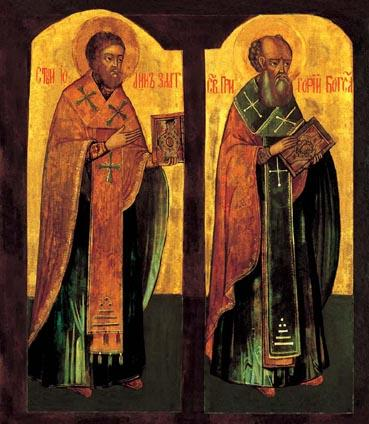
Jean Chrysostome et Grégoire de Nazianze.

Le concile de Constantinople, qui réunit 150 évêques, précisa celui de Nicée concernant l'Esprit saint. Il proclama : « Je crois en "l'Esprit saint qui est Seigneur qui vivifie, qui procède du Père, qui avec le Père et le Fils est conjointement adoré et glorifié et qui a parlé par les prophètes" ».
Damase I, né en 305, évêque de Rome (366-384), qui avait été absent du concile de Constantinople de 381, mais qui y avait mandaté un évêque oriental, réunit un synode à Rome en 382, qui confirma les décisions du concile, et à l'occasion duquel fut promulgué le Tomus Damiasi. Cet exposé explicita la doctrine trinitaire sous forme de condamnations de ceux qui refusaient la doctrine orthodoxe, et en particulier de ceux qui niaient que le Père, le Fils et l'Esprit Saint aient une seule divinité, un seul pouvoir, une seule majesté, une seule puissance, une seule gloire, une seule volonté et une seule vérité, et qui refusaient que les trois personnes divines soient égales, vivantes, ayant puissance sur tout, jugeant tout, vivifiant tout, créant tout et conservant tout.
Le symbole complet, connu sous le nom de Nicée-Constantinople, est utilisé jusqu'à nos jours dans la liturgie tant grecque que latine.
Augustin d'Hippone (354-430) part de la certitude que le Père, le Fils et l'Esprit Saint sont un quant à la substance et distincts en tant que Personnes. Pour lui, l'Esprit est communion consubstantielle éternelle d'amour du Père et du Fils. Et c'est l'Esprit d'amour que la Trinité donne gratuitement aux hommes par le biais de la grâce.

#### Conciles d'Éphèse (431) et de Chalcédoine (451)
Le troisième concile œcuménique, qui a été ouvert en 431 par Cyrille d'Alexandrie à Éphèse, s'est référé à « la foi de Nicée » en refusant d'en modifier le symbole, a condamné le nestorianisme.
Ce fut seulement au concile de Chalcédoine, quatrième concile œcuménique, en 451, que le vocabulaire théologique acquit sa pleine stabilité, au sujet du mystère trinitaire. Ce concile, surtout christologique, a déclaré qu'il fallait assimiler les notions latines de substance et de personne (introduites par Tertullien) respectivement à celles (grecques et tirées des spéculations d'un Plotin) d'essence (ousia) et d'hypostase (hupostasis), et que Jésus-Christ, Dieu fait homme, réunit en une seule personne les deux natures, « sans confusion », « sans changement », « sans division », « sans séparation », cela par opposition au monophysisme défendu par le moine Eutychès.

## Suites du concile de Chalcédoine

### Deuxième concile de Constantinople (553)
Cinquième concile œcuménique, tenu en 553, le deuxième concile de Constantinople précisa la doctrine du concile de Chalcédoine en déclarant non orthodoxes trois écrits représentatifs de l'École d'Antioche (ceux de Théodore de Mopsueste, de Théodoret de Cyr et la Lettre à Maris le Perse d'Ibas d'Édesse : condamnation dite des Trois Chapitres.

### Confessions de foi
À la suite de celles de Nicée, puis de Constantinople, diverses confessions de foi chrétiennes font mention de la Trinité, particulièrement le symbole des apôtres et le symbole de Nicée. Le XIe Concile de Tolède (675) affirme notamment que « le Père n’est ni engendré ni créé, mais qu’il est inengendré. Il ne tire son origine de personne ; de lui le Fils reçoit sa naissance et le Saint Esprit sa procession », que « le Fils est né de la substance du Père sans avoir eu de commencement, avant les siècles, et cependant il n’a pas été fait », et enfin que l'Esprit « est Dieu, un et égal au Père et au Fils, de même substance et aussi de même nature. Il n’est cependant ni engendré ni créé, mais il procède de l’un et de l’autre, il est l’Esprit de tous les deux ».

#### LeFilioque

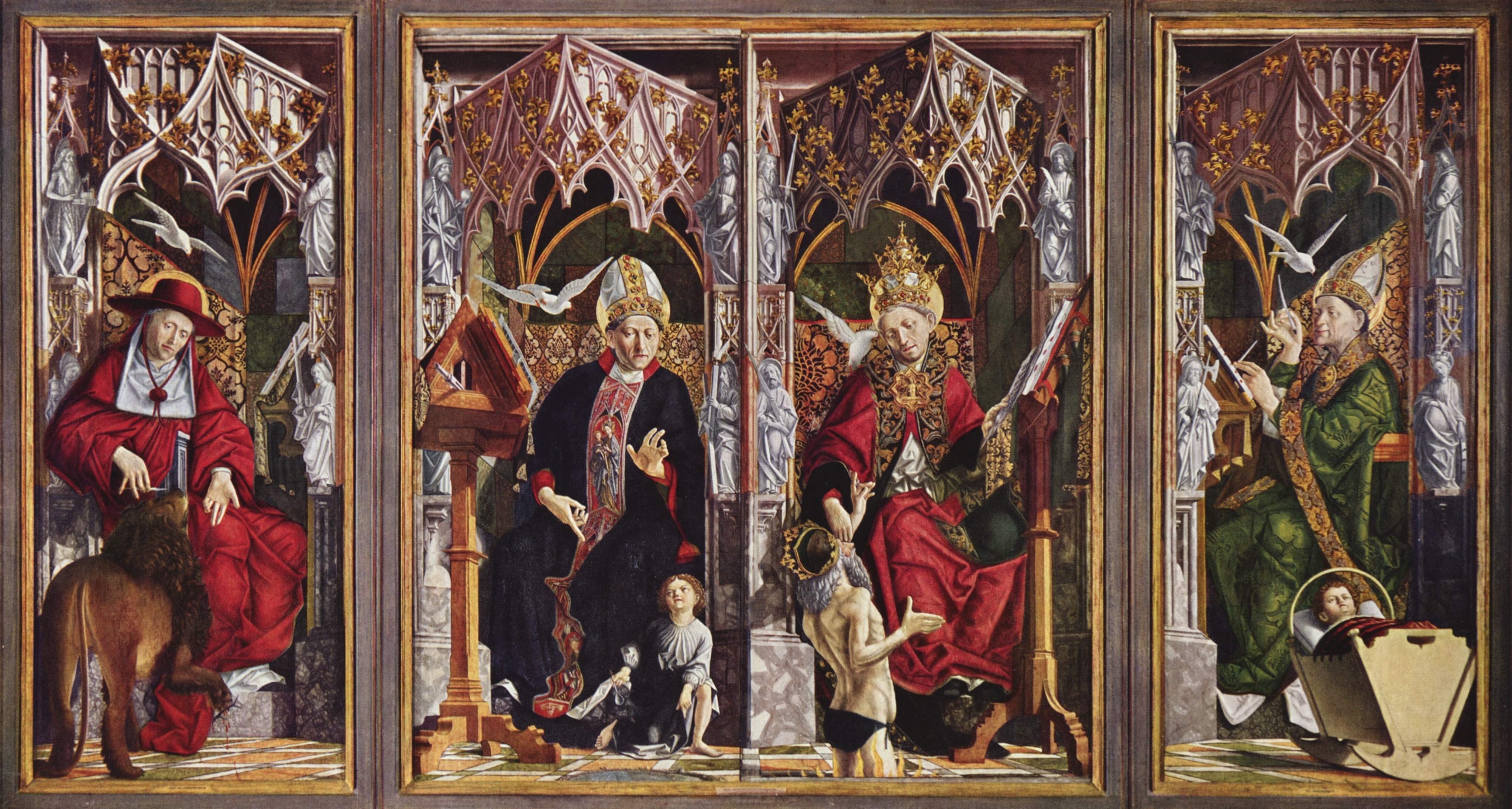
Michael Pacher, Retable des Pères de l'Église : Jérôme, Augustin, Grégoire et Ambroise, v. 1480, Alte Pinakothek, Munich.

Les mots Filioque (« et du Fils », en latin) ont été ajoutés au symbole de Nicée-Constantinople dans l'Église latine pour affirmer que l'Esprit procède du Père et du Fils.
Ce terme est introduit à la fin du VIe siècle, de même que dans le symbole d'Athanase (dont l'attribution est incertaine). Il fait partie du Credo liturgique romain à la suite de Benoît VII.
Dans la chrétienté grecque, on estime que l'Esprit procède du Père seul, « par le Fils », ce qui est affirmé d'abord par Maxime le Confesseur, ensuite, nettement, par Jean Damascène, puis par la profession de foi du patriarche Taraise de Constantinople au deuxième concile de Nicée en 787.
Le synode de Francfort (794) juge qu'il n'y a pas équivalence entre les deux expressions. Ce fut l'une des causes du Grand Schisme en 1054 et cela continue d'être une difficulté entre les Églises d'Orient et d'Occident malgré les tentatives d'union. On le vit au concile de Lyon en 1274 et au concile de Florence en 1439, qui firent du Filioque un dogme de foi sans exiger son insertion dans le Symbole des Grecs.
À Florence, en particulier, on reconnaît l'équivalence du Filioque et de la formule « par le Fils » chez les Pères, mais Marc d'Éphèse, contestant cette interprétation (et représentant au concile ce qui demeurera la position de l'Église orthodoxe), répond que « les mots « procéder du Père par le Fils » signifient, dans le style de la théologie succincte, que l'Esprit qui procède du Père [seul], est rendu manifeste, se fait connaître, resplendit ou apparaît par le Fils ».

#### Summa Reset décretFirmiter
Durant le XIIe siècle, la renaissance théologique, nourrie des nouveaux fragments de Platon et d'Aristote traduits en arabe et rapportés en Occident, amène à repenser des grandes parties du dogme chrétien. L'expansion des villes mène au déplacement du savoir et de l'enseignement alors monastique à un ensemble d'écoles urbaines, chacune marquée par un maître éminent, dont la théologie monastique critique le but et la méthode (rationalité, apports de textes venus de l'Orient, etc.).

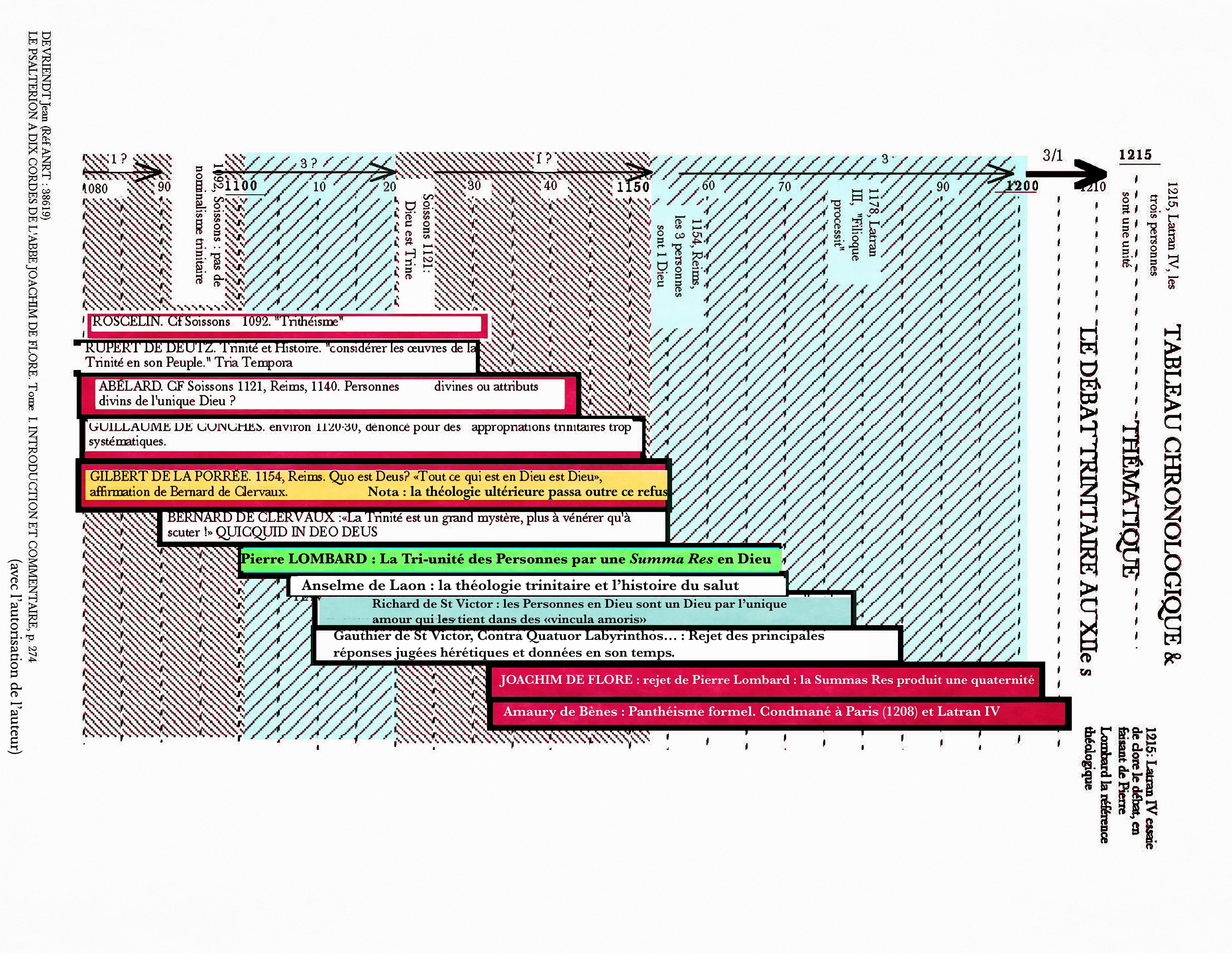
Les débats trinitaires au XIIe siècle.

Avec la christologie et le droit canonique (notamment le Décret de Gratien), la théologie trinitaire fut au centre de ces débats. Dès le premier quart de ce siècle, avec Abélard, opposé à Bernard de Clairvaux, ces débats trinitaires reprirent. L'équilibre du trois et de l'Un en un Dieu qui n'est pas soumis au nombre puisqu'il a créé ces nombres (cf. Sap. 11, 20 "Mais toi, Seigneur, tu as tout créé avec mesure, nombre et poids" a fait alterner des querelles où ceux qui favorisaient l'Un divin simple (atomos : "qu'on ne peut diviser") au détriment des trois Personnes étaient qualifiés de sabellianistes, tandis qu'à l'inverse ceux qui laissaient une place trop importante à la pluralité des Personnes étaient accusés de trithéisme. Dans la seconde partie de ce siècle, les accusations de panthéisme lié à la spiration de l'Esprit dans la création, spiration confondue avec l'âme du monde [il manque des mots]. Plusieurs de ces débats ont mené à des procès chargés de trancher des questions parfois si subtiles que les cardinaux ou juges n'y comprenaient pas grand-chose.
La première partie du siècle est dominée par l'activité de Bernard de Clairvaux en ce domaine. C'est lui qui demanda et obtint la condamnation d'Abélard, à Soissons en 1131, accusé de penchant trithéiste, puis celle de Gilbert Porreta à Reims en 1154 dont la solution pour justifier l'unité des trois Personnes repose sur la distinction entre Dieu et la divinité.

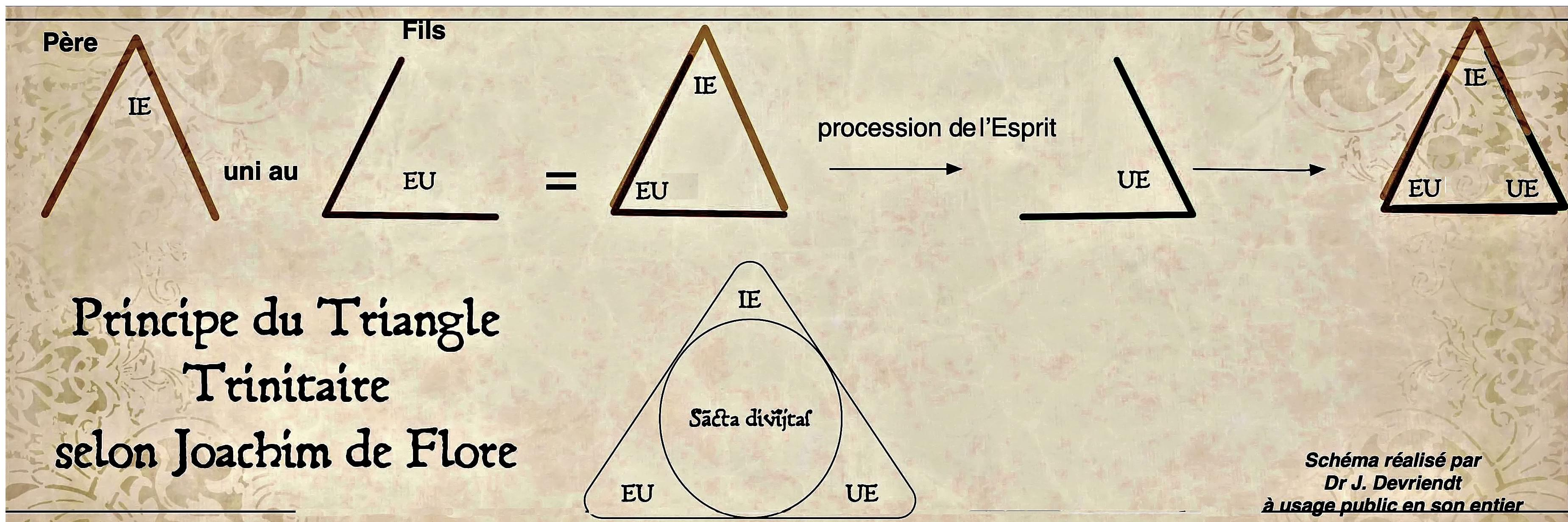
Le triangle trinitaire de Joachim de Flore.

En 1154, Pierre Lombard publie ses Sentences, où il propose de concevoir en Dieu une réalité supérieure ou suprême (Summa Res) distincte de la divinité et ne possédant aucune des qualités des Personnes et de laquelle provient l'unité des Personnes divines. Cette solution logique lui attire les foudres de l'abbé Joachim de Flore qui l'accuse de fonder une quaternité, trois Personnes plus une réalité suprême. Le débat est tranché au quatrième concile du Latran par le décret Firmiter. Il fut demandé aux mille deux cents prélats siégeant au concile réuni par Innocent III de répondre « Nous croyons » à la proclamation du canon proposant la solution de Pierre Lombard, et « Nous les rejetons » au canon concernant « les erreurs de l'abbé Joachim ».
Le texte issu de Latran IV, contenu dans la constitution dogmatique De fide catholica, de 1215 déclare : « Nous croyons fermement [firmiter] et nous confessons franchement qu'unique est le vrai Dieu, éternel, immense et immuable, incompréhensible, tout-puissant et ineffable, Père et Fils et Saint-Esprit : trois personnes, mais une seule essence, substance ou nature absolument unique : le Père ne vient de personne, le Fils vient du seul Père et le Saint-Esprit également de l'un et de l'autre, toujours sans commencement et sans fin : le Père engendre, le Fils naît, le Saint-Esprit procède : ils sont consubstantiels, coégaux, et co-omnipotents et coéternels : principe unique de toutes choses… » Le texte continue par de longs commentaires explicatifs.
Ce texte est une définition dogmatique encore reconnue dans l'Église catholique. Tous les auteurs catholiques, tenus par le dogme à le professer, ne firent que l'approfondir et le rendre plus compréhensible. C'est en particulier à ce concile et à ce texte que se réfère encore de nos jours le Saint-Siège.

### Époque scolastique: Thomas d'Aquin

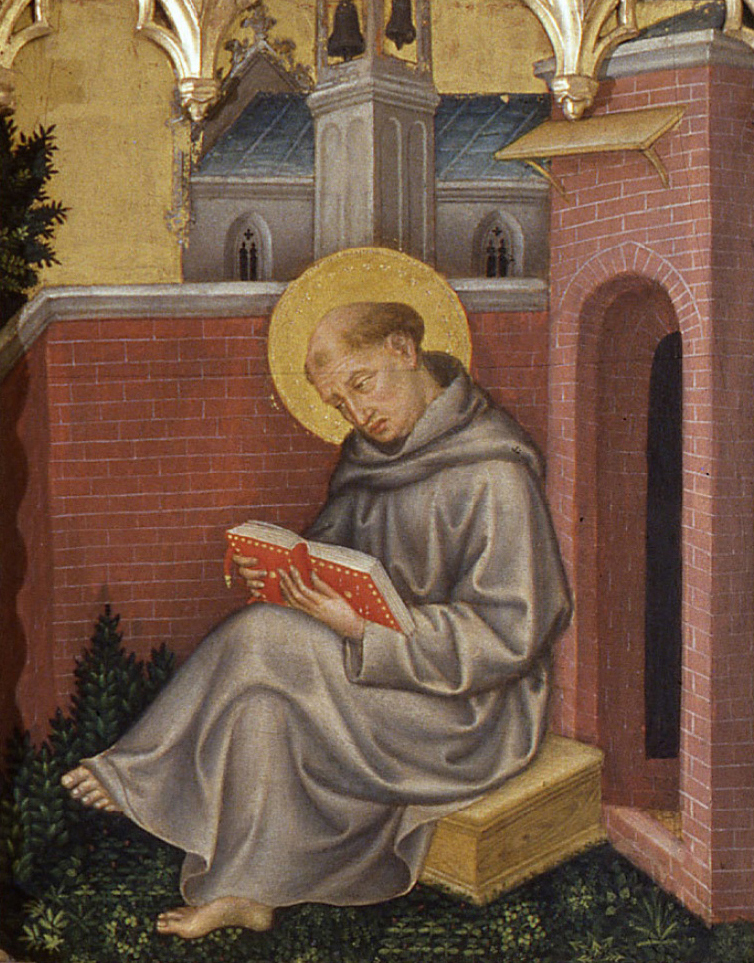
Gentile da Fabriano, Thomas d'Aquin.

Dans les questions 27 à 43 de la Somme théologique (appelées traité De Deo trino : « du Dieu trine ») Thomas d'Aquin a résumé ainsi la foi trinitaire en posant qu'on pouvait distinguer :
- un seul Dieu, une seule essence, ou substance, ou nature ;
- deux processions : la génération (du Fils) et la spiration (du Saint Esprit), et deux actes notionnels : l'acte de connaissance qui constitue le Fils et l'acte de volonté qui constitue l'Esprit ;
- trois Personnes : le Père, le Fils et le Saint Esprit ;
- quatre relations : la paternité, la filiation, la spiration active (du Père et du Fils à l'Esprit) et la spiration passive (de l'Esprit au Père et au Fils) ;
- cinq propriétés : l'innascibilité (du Père) ; la paternité (du Père) ; la filiation (du Fils) ; la spiration active (par le Père et le Fils) ; la procession passive (du Saint Esprit).

On peut considérer aussi qu'en Dieu il y a deux actes notionnels : l'acte de connaissance qui constitue le Fils et l'acte de volonté qui constitue l'Esprit.
En Dieu tout est un en dehors des relations d'opposition. Les trois Personnes agissent de façon inséparable à l'extérieur d'elles-mêmes.
Quant à l'appropriation, elle consiste à attribuer à une seule Personne une propriété (par exemple la création attribuée au Père) qui est en réalité commune aux trois Personnes divines.

### Époque moderne et contemporaine
La Réforme ne remet pas en cause le dogme trinitaire, mais l'indépendance vis-à-vis de l'autorité de l'Église de Rome favorise les interprétations personnelles dans une perspective de théologie « humaniste », puis « libérale ».
Le protestant Karl Barthet le catholique Karl Rahner, en particulier, insistent sur la prééminence de la Trinité, l'un centré sur les modes de la révélation, l'autre différenciant, pour constater qu'elles se confondent, la Trinité de Dieu (immanente) et celle qui apparaît à l'homme (« économique »). Pour Hans Urs von Balthasar, toute la Trinité est impliquée en Jésus-Christ et la croix réalise analogiquement ce qui s'y vérifie dans l'amour et le don, pendant que le théologien luthérien Rudolf Bultmann apporte sa propre vision de la christologie.
Une analyse de la Trinité est proposée par Hegel sous l'angle de la philosophie de la perception.

## Théologie trinitaire
Le propre du christianisme étant de croire en la Trinité définie dans le symbole de Nicée, l'Église catholique et les Églises du Conseil œcuménique des Églises, qui regroupe les mouvements chrétiens issus des Réformes et de la Panorthodoxie, adoptent ce canon comme base de leur foi.
Les affirmations de Jésus expriment ce qu'en théologie on nomme la périchorèse, ou union des trois personnes divines qui ne forment qu'une seule substance : "Le Père est en moi et moi dans le Père" (Jean 10, 38) et "Ne crois-tu pas que je suis dans le Père et que le Père est en moi?" (Jean 14, 10). La périchorèse appliquée à la Trinité exprime l'immanence, l'inhabitation d'une personne divine dans une autre, leur interdépendance. Cette notion permet d'harmoniser les deux axiomes trinitaires, que sont la monarchie du Père, seul principe de la Trinité, et l'ordre des processions. Elle permet ainsi d'éviter l'écueil d'insister unilatéralement sur l'ordre des personnes divines qui se transformerait alors en une subordination des personnes divines incompatible avec leur égalité foncière.

### Église catholique

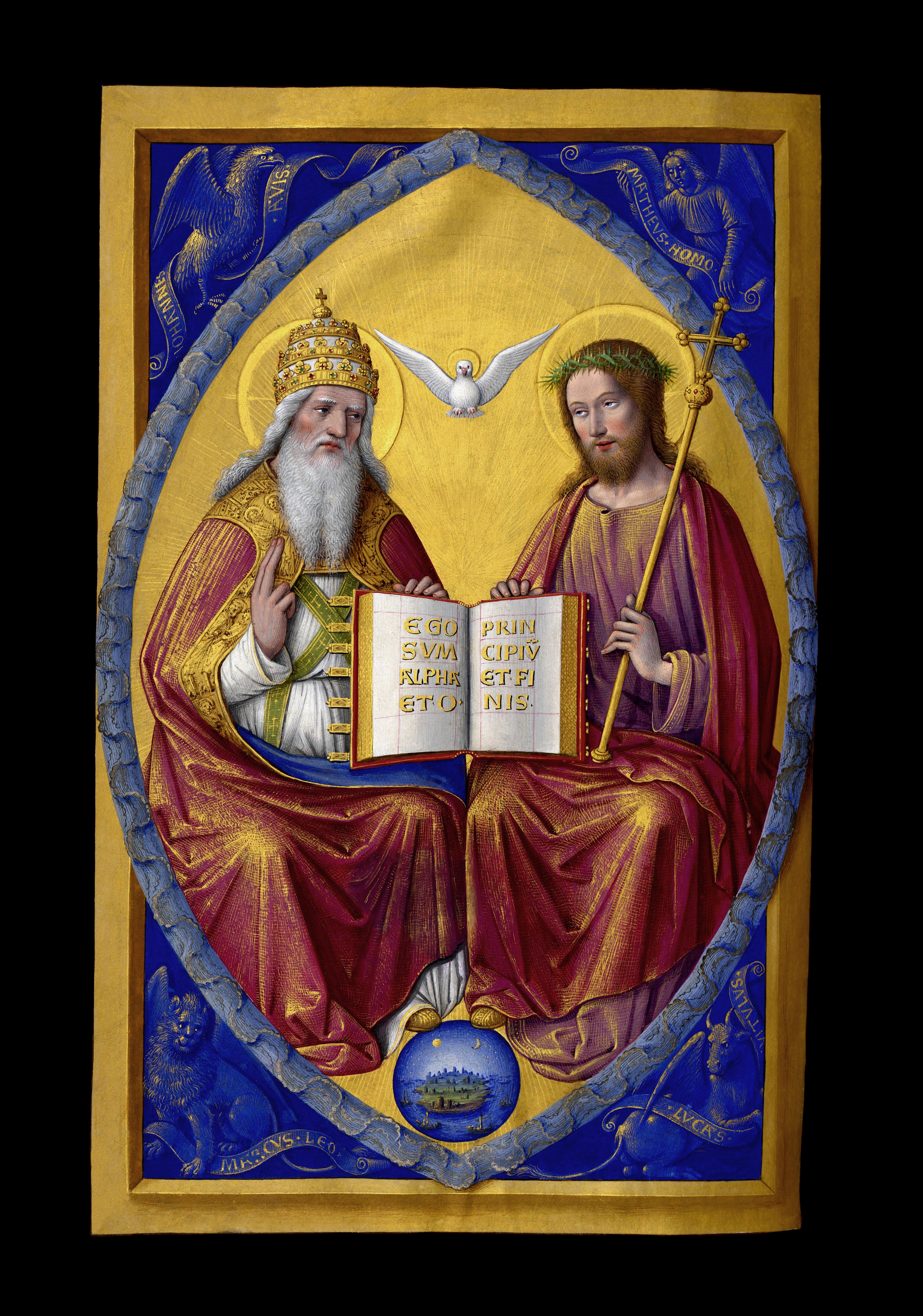
La Sainte Trinité, miniature des Grandes Heures d'Anne de Bretagne illustrées par Jean Bourdichon.

Dans le catholicisme, Dieu est un seul Dieu, à la fois transcendant et immanent. Il y a en Dieu trois personnes, le Père, le Fils et le Saint-Esprit, qui sont révélées par l'incarnation du Fils et par l'envoi du Saint-Esprit. Elles possèdent l'unique nature divine et c'est la divinité entière et indivisible qui est en chacune des trois personnes divines. Il existe entre elles une distinction qui se fonde sur les relations mutuelles qu'elles entretiennent. Le Père tient de lui-même la nature divine. Le Fils procède du Père par génération (engendrement) éternelle. Le Saint-Esprit procède du Père et du Fils, ou encore du Père par le Fils, comme d'un seul et même principe, en tant qu'ils sont un seul Dieu.
Deux lignes de force se dégagent dans le Nouveau Testament : fidélité au monothéisme juif et inclusion de l'homme Jésus dans l'identité du Dieu d'Israël. La génération du Fils par le Père permet de les distinguer sans pour autant compromettre l'unité divine : "Comme le Père possède la vie en lui-même, ainsi a-t-il donné au Fils de posséder la vie en lui-même" (Jean 5, 27). La relation divine entre le Fils et son Père est transposable à celle également divine entre le Père et le Saint-Esprit, voire à celle divine entre le Fils et le Saint-Esprit.
Pour montrer son importance et souligner son caractère inconcevable, le catholicisme parle du « mystère de la Trinité », au sens de vérité de foi non accessible à la seule raison humaine. C'est l'un des principaux mystères de la foi, avec l'Incarnation, la Résurrection et la Rédemption.

### Église orthodoxe

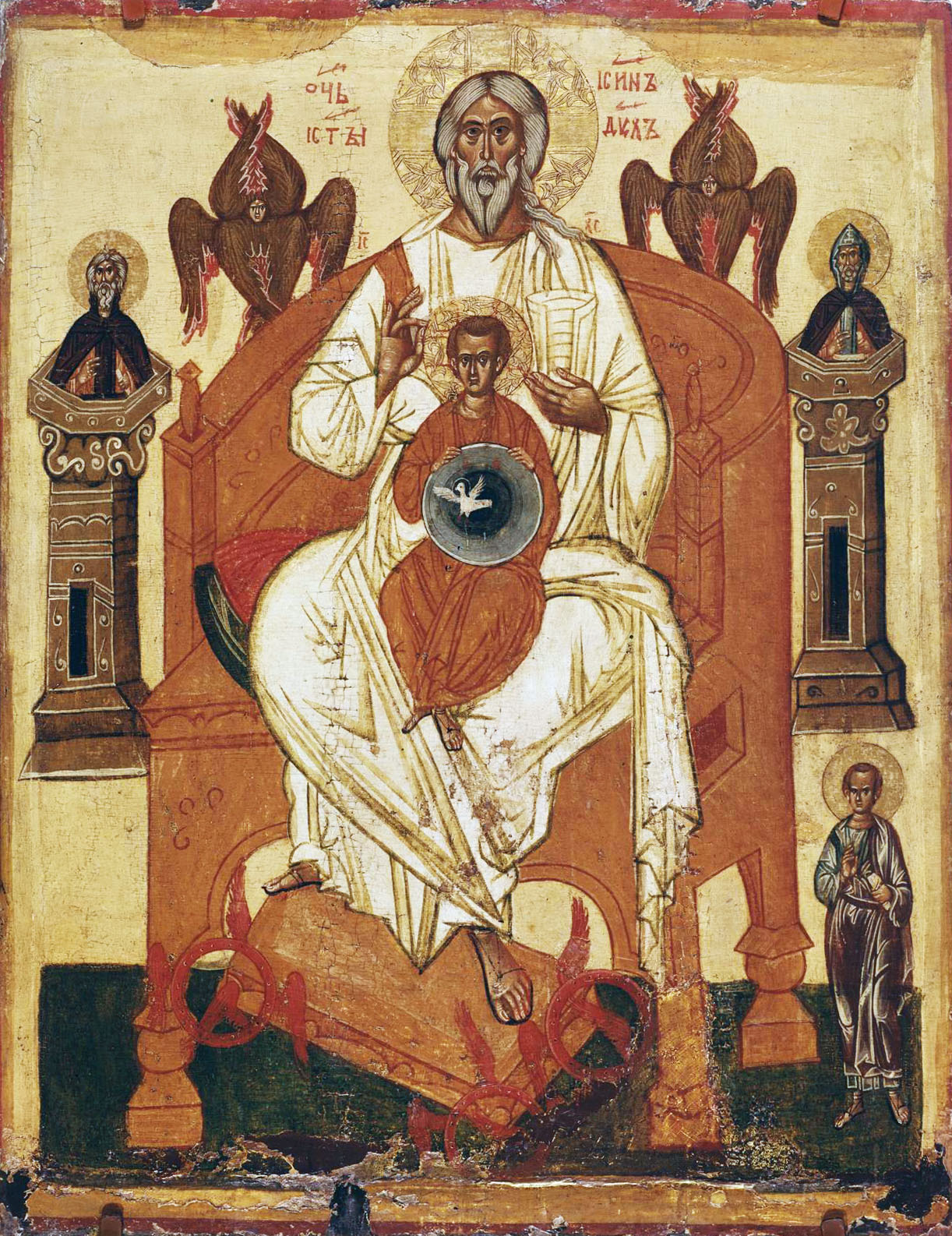
Icône de la Trinité, dite La Paternité, école de Novgorod, début du XVe siècle, galerie Tretiakov, Moscou.

Dans l'Église orthodoxe, les fidèles adorent le Père, le Fils et le Saint-Esprit - la Trinité, le Dieu unique. Suivant les Écritures et les Pères de l'Église, la Trinité divine est faite de trois personnes (ou hypostases) qui partagent une même essence (ousia). Ces trois personnes sont consubstantielles les unes avec les autres, elles sont d'une même et coéternelle essence (homoousia) donc volonté. Il n'y a jamais eu de moment où l'une des personnes de la Trinité n'aurait pas existé, les trois sont donc incréées. Dieu est au-delà du temps et antérieur à lui bien qu'il agisse dans le cours de l'histoire. Chacune des trois personnes divines est en relation personnelle avec l'humanité. 
La source et l'unité de la Trinité est le Père, de qui le Fils est engendré et dont l'Esprit procède. Essayer de comprendre l'engendrement ou la procession conduit à la folie, dit Grégoire le Théologien ; c'est ainsi que l'Église orthodoxe approche le mystère divin d'une manière apophatique, en se contentant de rencontrer Dieu personnellement tout en ayant conscience de l'incapacité de l'esprit humain à le comprendre au-delà des termes du dogme trinitaire.

### Églises issues de la Réforme

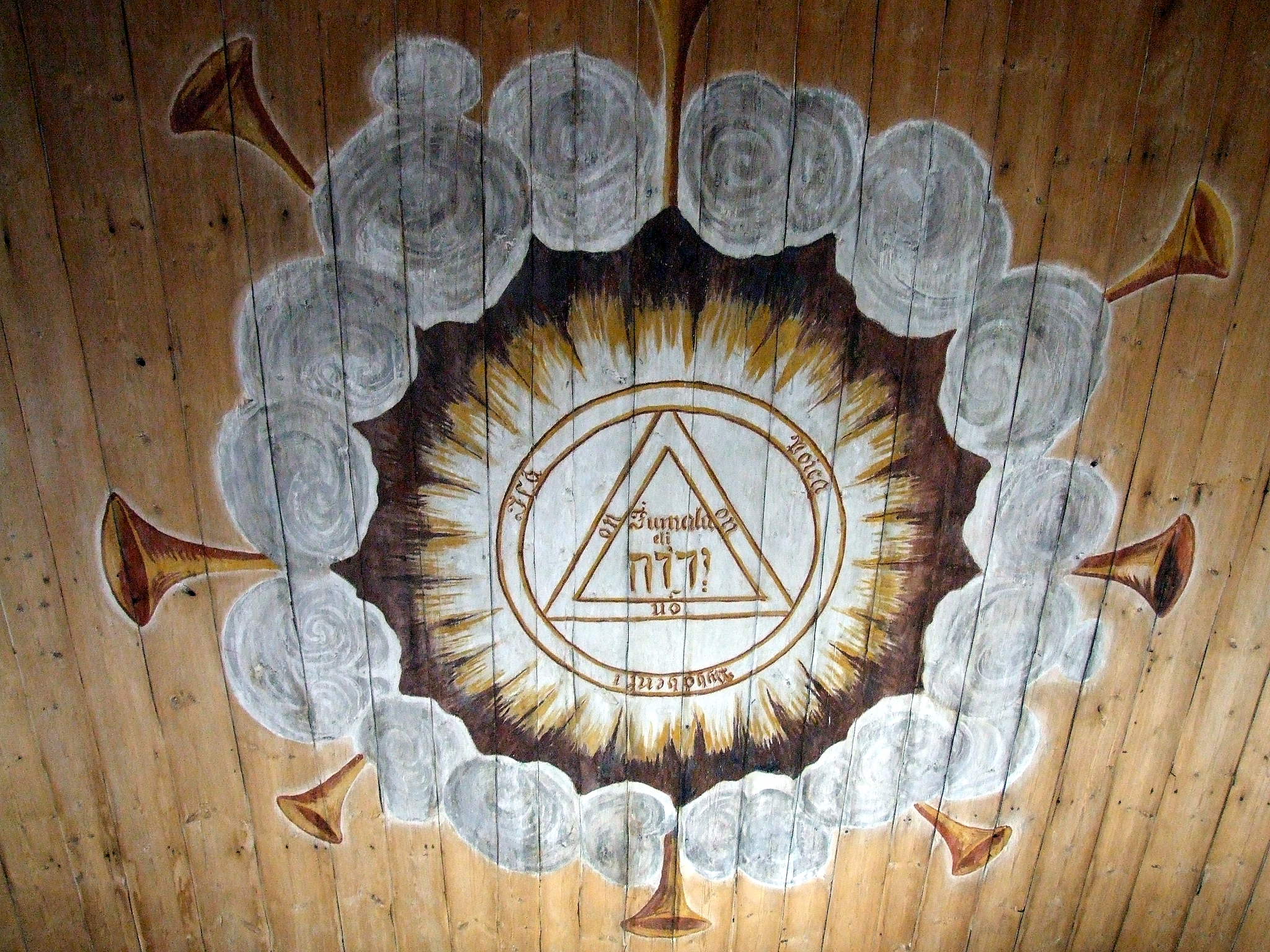
Mikael Toppelius, La Trinité, 1785-1795, ancienne église de Kempele, Finlande.

Les Églises protestantes sont trinitaires, ainsi qu'en témoignent l'article premier de la confession d'Augsbourg (luthérienne), l'article 6 de la confession de La Rochelle (réformée) ou le premier des trente-neuf articles de l'Église anglicane. Au XVIe siècle, pour avoir nié cet article, Michel Servet a été envoyé au bûcher, dans la Genève de Jean Calvin.
Pour Louis Berkhof, la doctrine trinitaire comprend les affirmations suivantes :
1. L'Être divin est constitué d'une seule essence indivisible (ousia, essentia).
2. Dans cet Être divin unique, il existe trois Personnes ou existences individuelles : le Père, le Fils et le Saint-Esprit.
3. La totalité de l'essence de Dieu appartient également à chacune des trois Personnes.
4. L'existence et le mode d'opération des trois Personnes de l'Être divin sont marqués par un ordre précis et défini.
5. Les trois Personnes se distinguent par des attributs personnels.
6. L'Église confesse que la Trinité est un mystère que l'homme ne peut comprendre.

Dans la Communion anglicane, les fidèles bénéficient de la liberté de conscience depuis un synode des années 1980.
Les Églises et dénominations évangéliques ont une théologie trinitaire,,et adhèrent au Symbole de Nicée-Constantinople.

## Non trinitaires et antitrinitaires
Les participants au premier concile de Nicée ne furent pas sur une position unanime. Arius, un des trois opposants au credo du concile, est à l'origine de l'arianisme qui connut une grande diffusion parmi les Germains christianisés (Wisigoths, Ostrogoths, Vandales…), en Afrique romaine, ainsi que dans les Églises orientales.
La première église unitarienne chrétienne non trinitaire vit le jour au XVIIe siècle à Naples, puis les unitariens pourchassés partirent vers le nord (en Suisse), ensuite vers l'est de l'Europe (en Pologne, puis Roumanie (Transylvanie)), enfin ils ont fait des adeptes en Angleterre.
Plusieurs courants minoritaires réfutent la croyance de la Trinité, dont l'Église unitariste.

## Représentation dans les arts

### Iconographie

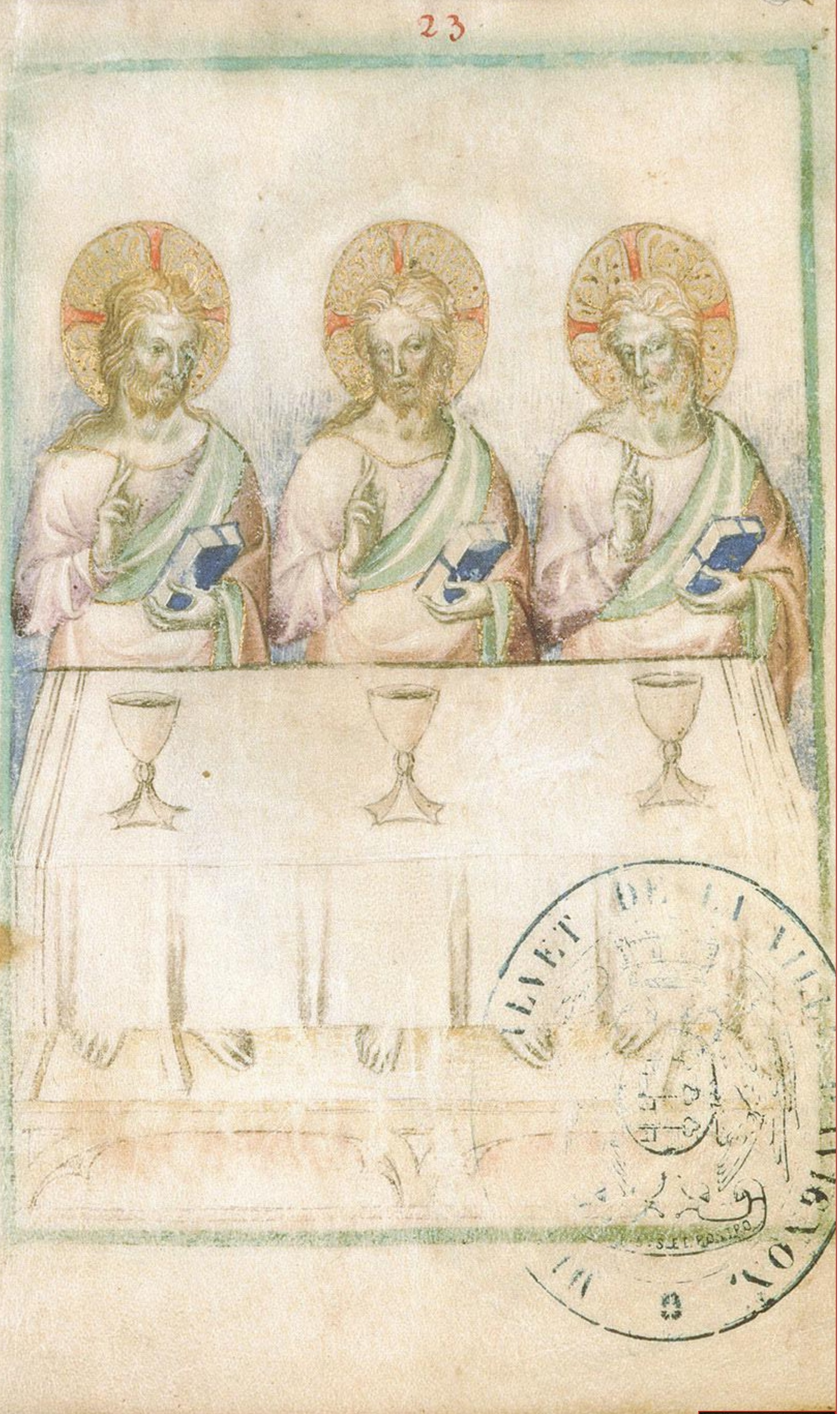
Trinité triandrique
Heures à l'usage de Rome, Avignon, v. 1400.

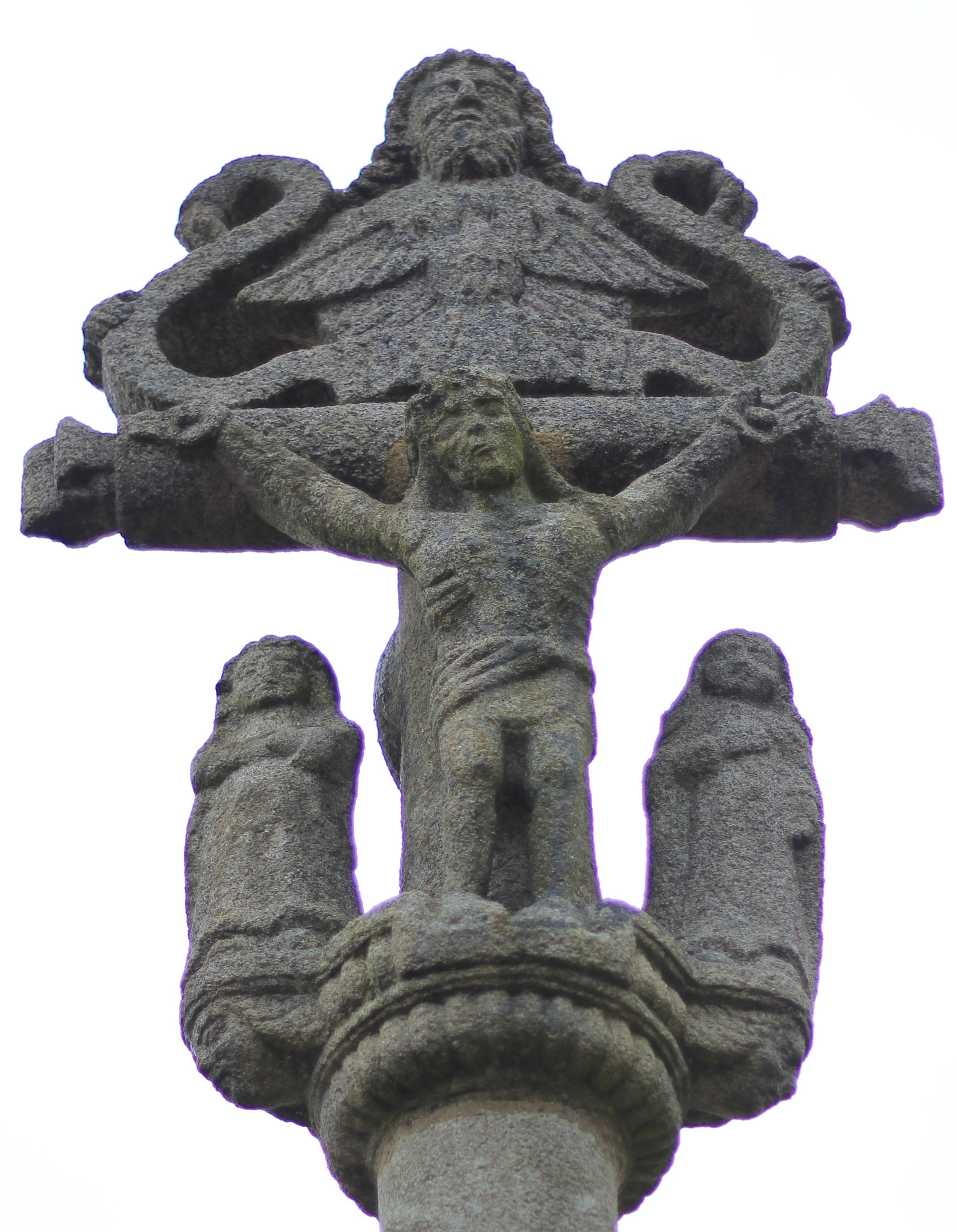
Calvaire trinitaire de Port-Arthur.

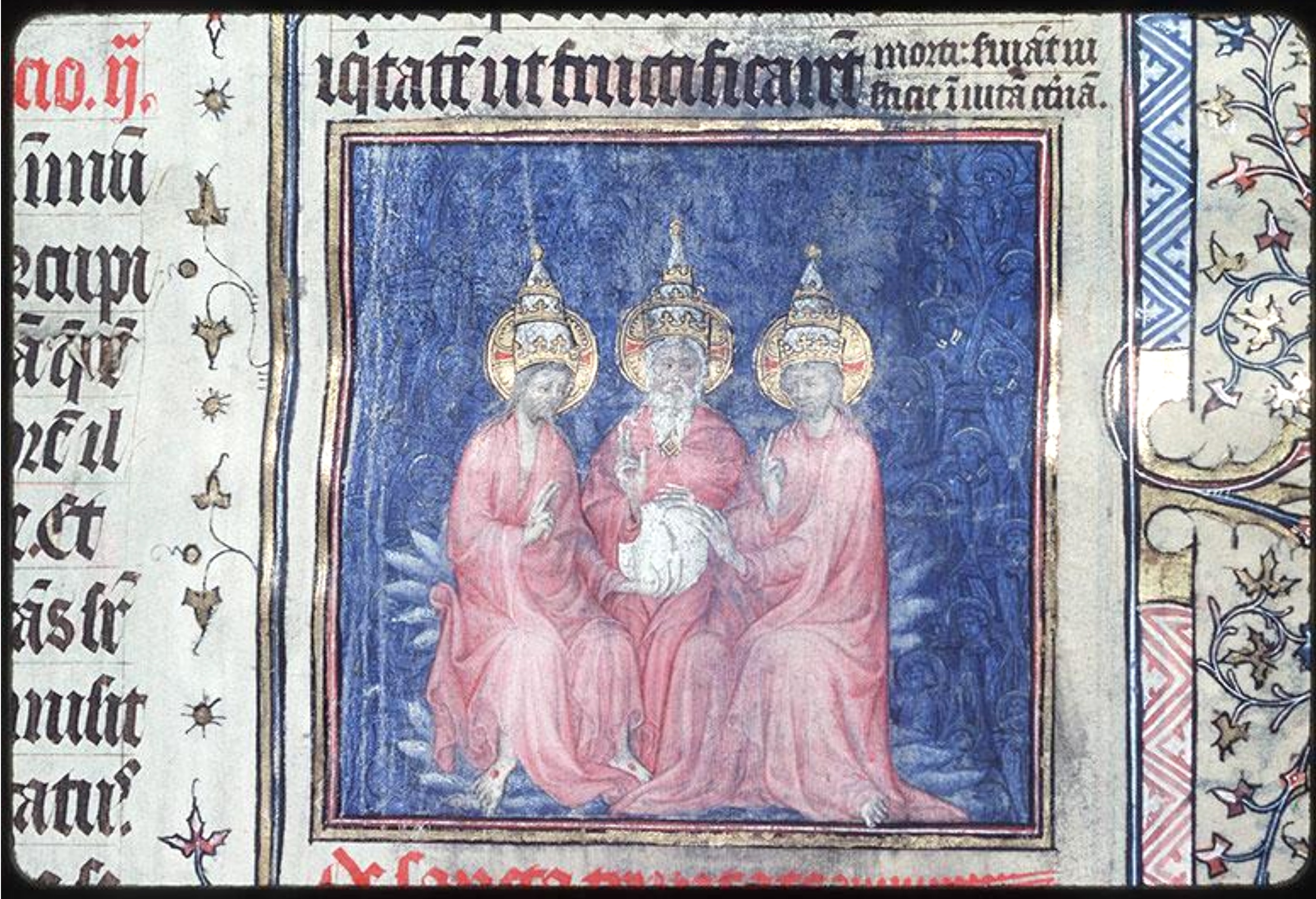
Trinité triandrique
Lectionnaire de la Sainte-Chapelle de Bourges, v. 1410.

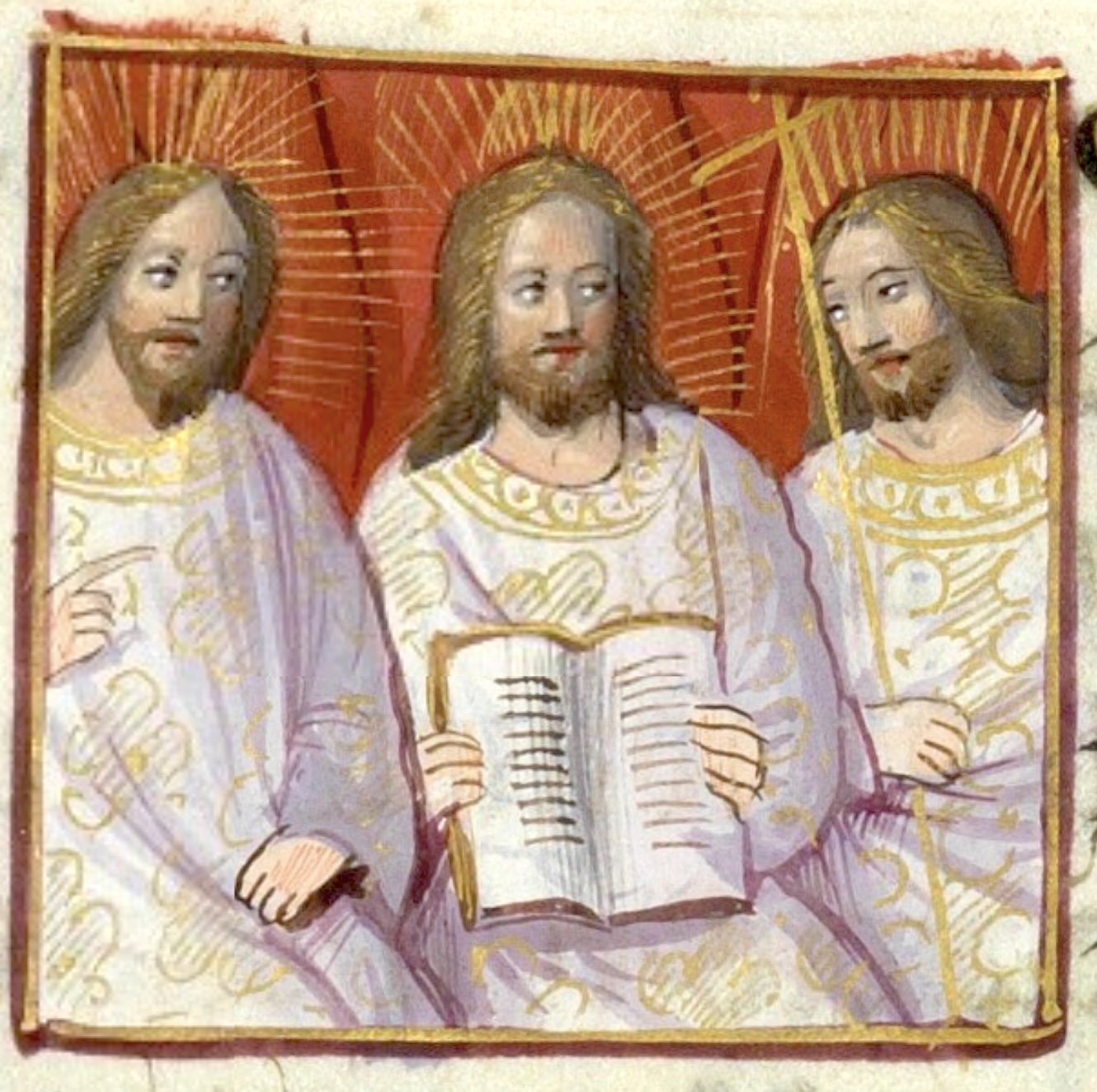
Trinité triandrique
Heures à l'usage de Rome, Angers, v. 1490.

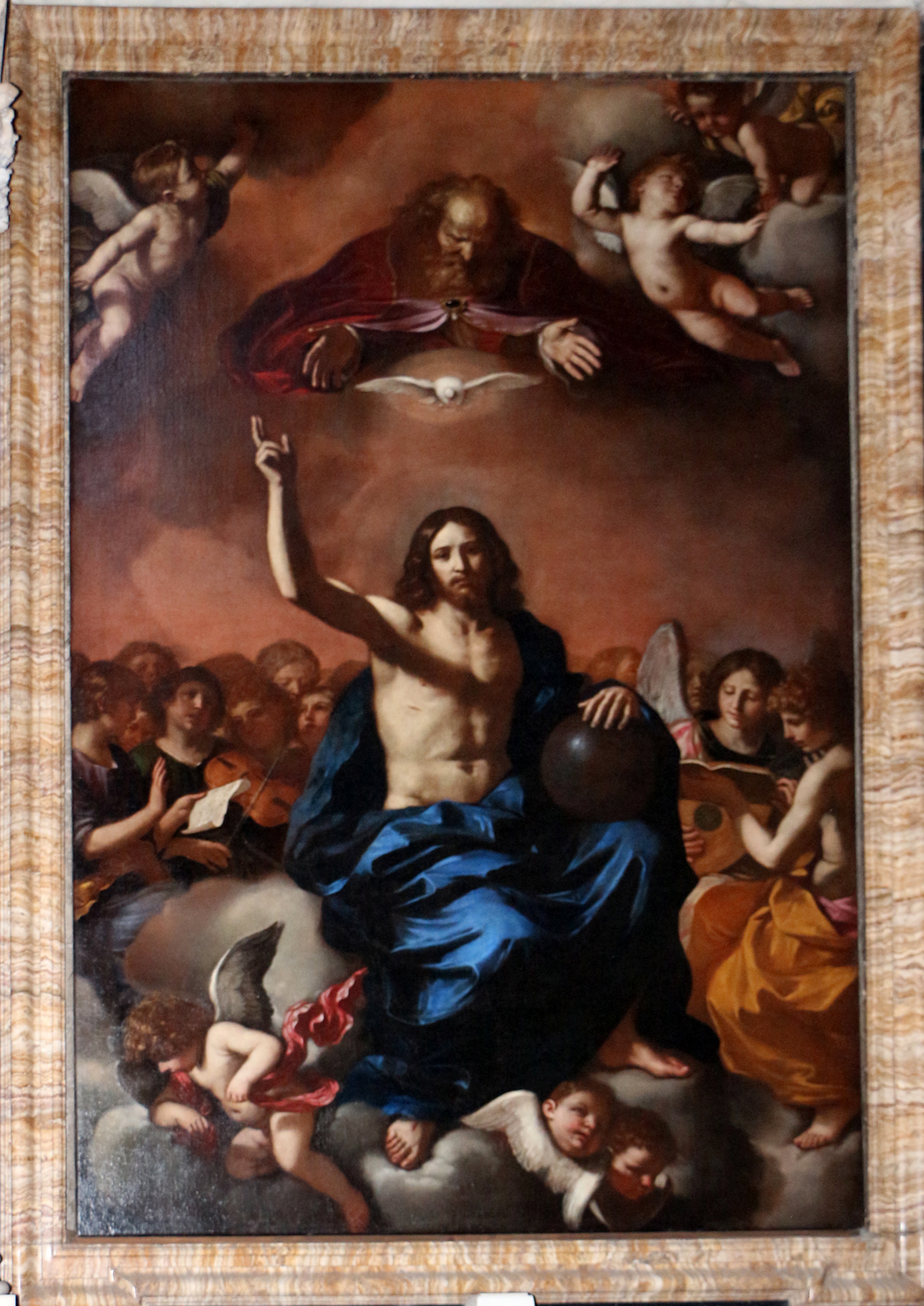
La Sainte Trinité par le Guerchin, 1642.

L'iconographie chrétienne utilise plusieurs modes de symbolisation de la Trinité. Ces symboles obéissent à des schémas et à des structures connues dont l'apparition ou la disparition épousent l'histoire du dogme.
Les trois faces sont représentées dans les cieux souvent accompagnées de figures saintes qu'elles surplombent.
- En composition symbolique ou géométrique. Refusé par Augustin, parce que les manichéens présentaient Dieu comme une fenêtre triangulaire ouverte dans les nuages d'où coule la lumière divine, le triangle fut réhabilité par Joachim de Flore pour représenter la Trinité au XIIe siècle seulement[89]. Le triangle chrétien apparaît brièvement dans un écrit de Vigile de Tapse (mort après 518)[90] dans un contexte de concurrence avec l'arianisme. Le triangle fut aussi un symbole christologique dans l'antiquité chrétienne comme l'initiale majuscule grecque « Δ » pour Δουλος (Doulos, "Serviteur"). Ce triangle n'est pas trinitaire : les confusions sont fréquentes. Lorsque Joachim de Flore décide d'y recourir, il insiste sur l'amplitude des angles et non sur les faces : le triangle n'est pas un « tri-latère ». Chaque angle ouvre un champ d'être et d'action. Ces angles sont rigoureusement identiques, mais leurs orientations différent. Tout descend, selon la formule de l'Épître de Jacques, du Père des Lumières. Le Père est donc seul en haut. À la droite du Père, donc à gauche pour notre regard, siège le Fils selon le Psaume 110 : « Le Seigneur a dit à mon seigneur, Siège à ma droite ». Les deux réunis ne constituent qu'une seule forme, triangulaire, donnant ainsi place et vie au troisième angle : l'Esprit. Joachim de Flore figure ainsi de façon unique la divinité une et la trine. Le triangle trinitaire chrétien repose donc sur sa base, à la différence de certains « boucliers de la foi ». Ignorant l'hébreu, Joachim de Flore croit que le nom biblique YHWH s'écrit IEVE, ou IEUE puisqu'alors u et v ne sont qu'une seule lettre. Il complète sa figuration en nommant l'angle du Père IE, celui du Fils EU et celui de l'Esprit combinant les deux précédents UE : c'est pourquoi le tétragramme divin prend place au centre du triangle. Dans les siècles suivant, écrit en hébreu ou translittéré correctement, ce Nom divin ne peut plus donner à voir la Trinité : il est alors placé au centre, figurant la divinité unique partagée par les trois personnes.
- En composition triangulaire (Jésus aux cieux à droite du Père, avec ou sans sa croix, le Saint-Esprit au centre au-dessus) :
  - par Luca Rossetti, Trinità Chiesa San Gaudenzio, Ivrea ;
  - Hendrick van Balen.
- En composition horizontale (Jésus aux cieux à droite du Père, avec ou sans sa croix). Ces représentations, lorsqu'elles figurent trois hommes, sont dites triandriques. L'icône de la Trinité de Roublev appartient à cet ensemble. Fréquemment les artistes signalent l'unité des personnes divines par un vêtement commun tel qu'un unique manteau recouvrant les trois. On les voit aussi attablés dans l'Hortus deliciarum daté du XIIe siècle. Ces représentations ont pour origine la scène dite de l'hospitalité d'Abraham. Dans le texte biblique, celui-ci reçut la visite d'anges. Augustin d'Hippone commentant ce passage dit « Tres vidit, unus adoravit » : « il vit trois, adora un ». La représentation de cette scène est à l'origine des trinités triandriques.
  - Par Jean Fouquet : Saintes Heures d'Étienne Chevalier ;
  - par Diego Vélasquez (en couronnement de la Vierge), musée du Prado, Madrid.
- En composition verticale dite trône de grâce (Jésus mort sur la croix, ou soutenu par Dieu le père, le Saint-Esprit entre eux) :
  - par Masaccio dans la basilique Santa Maria Novella à Florence ;
  - par Andrea del Castagno, fresque de la Santissima Annunziata, Florence.
  - par Giambattista Tiepolo, huile sur toile dans la Chapelle de la sainte Trinité de la Cathedrale di S. Maria Assunta d'Udine
- Les trois faces en un seul personnage tricéphale (surmontant un diagramme triangulaire explicite) :
  - par Jerónimo Cósida, Navarre ;
  - par Gregorio Vásquez de Arce ;
  - Missel à l'usage de Langres, Chaumont 1517.

### Musique

#### Chant grégorien
Hymnes grégoriennes de la fête de la Trinité : 
- O Lux beata Trinitas, chantée à l'office de Vêpre, datant du VIe siècle,
- Tu Trinitatis Unitas chantée à l'office de Laudes et datant du XIIIe siècle.

#### Musique classique
- Marc-Antoine Charpentier a composé un Motet pour la Trinité H 319 pour 3 voix et basse continue vers 1675. Il était destiné au dimanche après la Pentecôte.
- Alessandro Scarlatti, La Santissima Trinità, oratorio apologétique (1715).
- Olivier Messiaen, Méditations sur le Mystère de la Sainte Trinité, suite instrumentale pour orgue (1969).

#### Auteurs anciens
- Tertullien, Contre Praxeas.
- Hilaire de Poitiers, De Trinitate.
- Grégoire de Nazianze, Cinq discours sur Dieu.
- Grégoire de Nysse, A Ablabius, qu'il n'y a pas trois dieux.
- Augustin d'Hippone, De Trinitate.
- Cyrille d'Alexandrie, Dialogues sur la Trinité.
- Boèce, De Trinitate.
- Richard de Saint-Victor De Trinitate.
- Thomas d'Aquin, Somme théologique.
- Martin Luther, Études sur les Psaumes, éd. Georges Laguarrigue, Labor et Fides.

#### Auteurs modernes
- (en) The acts of the Council of Chalcedon (traduits, introduits et annotés par Richard Price et Michael Gaddis), Liverpool University Press, Liverpool, 2005 (ISBN 0-85323-039-0) ; 3 vol. ; vol. 1 : General introduction; documents before the Council; Session I, XVI-365 p. ; vol. 2 : Sessions II-X; Session on Carosus and Dorotheus; Session on Photius and Eustathius; Session on Domnus, X-312 p. ; vol. 3 : Sessions XI-XVI; documents after the Council; appendices; glossary; bibliography; maps; indices, X-312 p.
- Pierre-Thomas Camelot, Les conciles d'Éphèse et de Chalcédoine : 431 et 451, Fayard, Paris, 2006 (257 pages) (ISBN 2-213-62986-2)
- Jean-Claude Larchet, « La question du Filioque. À propos de la récente Clarification du Conseil pontifical pour la promotion de l'unité des chrétiens », dans Theologia, vol. 70, no 4, Athènes, 1999, article en ligne.
- Jürgen Moltmann, Trinität und Reich Gottes. Zur Gotteslehre, 3. Auflage, Kaiser, Gütersloh, 1994 (ISBN 3-579-01930-9)
- Marie-Joseph Nicolas, o.p., Court traité de théologie, Desclée, 1990.
- Raimon Panikkar, La Trinité : Une expérience humaine primordiale, « Parole présente », Cerf, 2003.
- Jaroslav Pelikan, The Emergence of the Catholic Tradition (100–600), vol. 1: The Christian Tradition. A History of the Development of Doctrine, ch. « The Mystery of the Trinity » 1971
- Karl Rahner (Hrsg.), Der eine Gott und der dreieine Gott. Das Gottesverständnis bei Christen, Juden und Muslimen, Schnell und Steiner, München, 1983 (ISBN 3-7954-0126-7)
- Karl Rahner, sj, Herbert Vorgrimler, Petit dictionnaire de théologie catholique, Seuil, 1997.
- Richard E. Rubenstein, Le jour où Jésus devint Dieu, La Découverte, 2004 (Sous-titre : L'« affaire Arius » ou la grande querelle sur la divinité du Christ au dernier siècle de l'Empire romain).
- Bernard Sesboüé, Christ, Seigneur et Fils de Dieu, Lethielleux, DDB, Paris, 2010.

#### Divers
- Dictionnaire critique de théologie, dir. Yves Lacoste, PUF, 1998
- Catéchisme de l'Église catholique, Mame/Plon, 1992
- Revue réformée, no 222 – mars 2003 – tome LIV. Le Dieu trinitaire et ses attributs selon Louis Berkhof (en) ; traduction dynamique des chapitres II à VIII de sa Théologie systématique par Marie-José de Visme, VII, La Sainte Trinité. Édition numérique.